# Präriemöwe

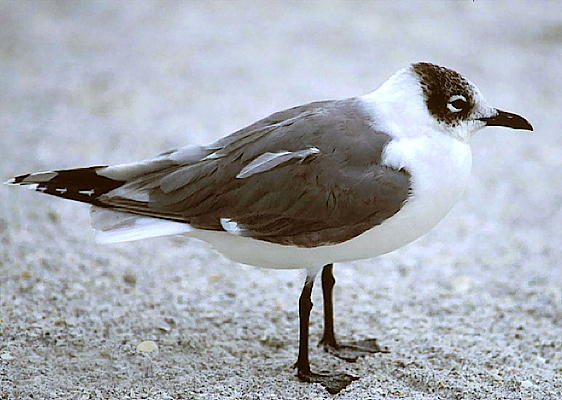
Präriemöwe im Winterkleid

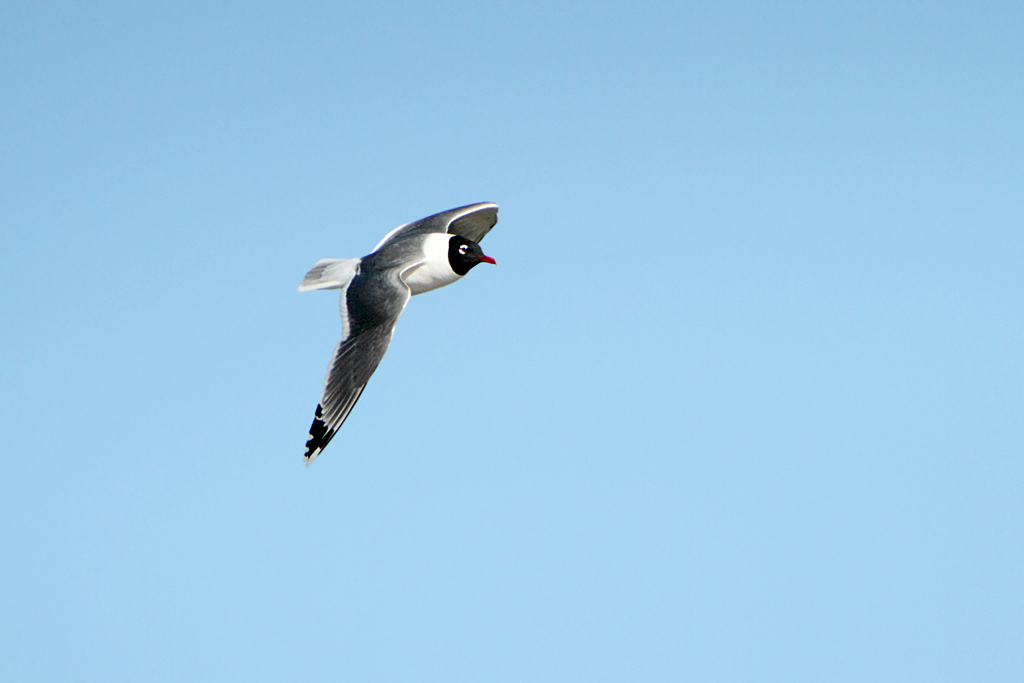
Fliegende Präriemöwe

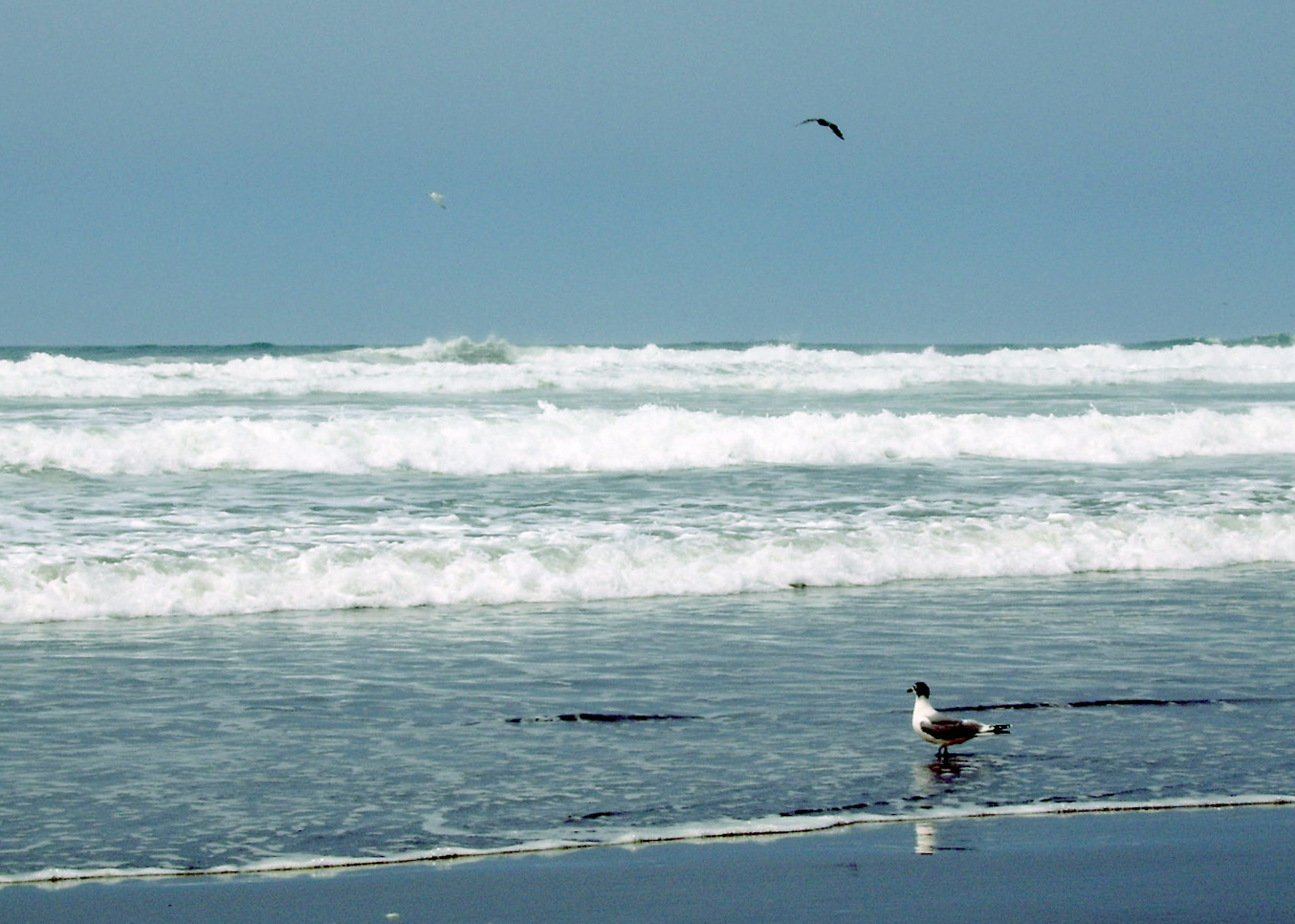
Eine Prärimöwe im Winterquartier in Peru

Die Präriemöwe (Leucophaeus pipixcan, Syn.: Larus pipixcan) oder Franklinmöwe ist eine mittelgroße, schwarzköpfige Möwenart, die vorwiegend im Bereich der Prairie Pothole Region in den nördlichen Great Plains Nordamerikas brütet und entlang der südamerikanischen Pazifikküste überwintert.

## Beschreibung
Die Präriemöwe ist mit einer Körperlänge von 32–38 cm geringfügig kleiner als eine Lachmöwe; die Flügelspannweite liegt zwischen 85 und 92 cm, das Gewicht bei 250–325 g. Sie ähnelt der nahe verwandten Aztekenmöwe, ist aber kleiner und stämmiger mit verhältnismäßig runderem Kopf, stumpferen Flügeln und kürzeren Beinen. Sie bewegt sich bei der Nahrungssuche sehr schnell und ähnelt darin kleineren Limikolenarten wie Regenpfeifern oder Strandläufern. Aufgrund des einzigartigen Mauserzyklus mit zwei jährlichen Vollmausern erscheint das Gefieder das ganze Jahr über kaum abgenutzt.

### Adulte Vögel
Adulte Vögel im Brutkleid tragen eine schwarze Kopfkappe, die bis in den oberen Nacken und auf die Kehle reicht. Dazu kontrastieren sehr breite, weiße Lider. Die Iris ist schwärzlich. Der Schnabel zeigt eine dunkelrote Färbung mit einem dunklen Band vor der roten oder orangen Spitze. Im Verlauf der Brutzeit wird der Schnabel dunkler. Der Rachen ist scharlachrot. Das Gefieder der Oberseite ist dunkel grau; Hals, Unterseite und Schwanz sind weiß. Im Unterschied zu den meisten anderen Möwenarten sind vor allem auf den mittleren Steuerfedern hellgraue Federzentren zu finden, was aber im Feld manchmal nur undeutlich zu erkennen ist. Oft zeigt die Unterseite eine rosa Tönung. Der Oberflügel ist grau mit einem breiten, weißen Hinterrand. Die äußeren Handschwingen sind auf der distalen Hälfte weiß mit einem subterminalen schwarzen Band, so dass die schwarze Partie der Flügelspitze nach innen und außen weiß gesäumt wirkt. Beim sitzenden Vogel fällt das schwarz-weiße Muster der Handschwingen deutlich auf und unterscheidet sich maßgeblich von den nahezu schwarzen Handschwingen der Aztekenmöwe. Beine und Füße sind rotorange bis schwärzlich braun und dunkeln während der Brutzeit nach.
Im Winterkleid ist die dunkle Kappe auf den Hinterkopf und einen dunklen Bereich vor dem Auge reduziert und zudem sehr streifig. Die weißen Lider sind immer noch auffällig. Der Schnabel ist dunkel mit heller Spitze, die Füße sehr dunkel rot oder schwärzlich.

### Jugendkleider
Juvenile Präriemöwen zeigen eine streifig braune Kopfkappe, die die Partie vor dem Auge auslässt und bis auf den Hinterkopf reicht. Die weißen Lider stechen auch schon beim Jugendkleid heraus, sind aber noch recht schmal. Der Nacken ist bis auf die Brustseiten graubraun getönt. Die Unterseite ist weiß, die Oberseite braun mit weißlichen bis hell zimtbraunen Säumen, die Rücken, Mantel und Schulterfedern grob geschuppt wirken lassen. Das Armdeckenfeld zeigt braune Federn mit hellen Säumen. Die großen Armdecken sind einfarbig braungrau. Armschwingen und Schirmfedern sind graubraun mit dunklen Federzentren und breiten weißen Spitzen. Der Handflügel ist außen schwärzlich und wird auf den inneren Handschwingen heller grau, wo der schwarze Teil auf ein subterminales Band reduziert ist. Die weißen Spitzen der Handschwingen sind bei den äußeren sehr fein und werden nach innen hin sehr viel breiter. Der sehr hell graue Schwanz trägt eine schmale Subterminalbinde, die Schwanzaußenseiten sind weiß. Schnabel, Beine und Füße sind schwärzlich.
Bei Vögeln im ersten Winter ist die halb vorhandene Kopfkappe mehr schwarzbraun; die weißen Lider werden breiter. Nacken und Brustseiten zeigen noch Reste von Grau. Mantel- und Schulterfedern sind bereits dunkel grau, weisen aber teils noch braune Schaftstriche auf. Die weiße Unterseite zeigt am Bauch bisweilen schon eine rosa Tönung. Der Oberflügel ähnelt dem Jugendkleid, wirkt aber durch Abtragung des Gefieders heller. Die hellen Säume der Schirmfedern sind manchmal fast ganz abgetragen. Die schwarze Schwanzbinde ist noch vorhanden. Die Beine zeigen teils schon eine rötliche Färbung.
Im ersten Sommerkleid ähnelt der Vogel bis auf die halb vorhandene Kopfkappe bereits adulten Tieren Die Kopfkappe wirkt mehr schwarz als bei Vögeln im ersten Winter, das Gefieder aufgrund der vorangegangenen Vollmauser frisch. Im zweiten Winter unterscheiden sich die Vögel von adulten nur durch den großen Schwarzanteil im Handflügel. Der weiße Rand, der das Schwarz der Flügelspitze nach innen hin säumt, ist sehr schwach ausgeprägt, die weißen Spitzen der Handschwingen nur schmal. Im zweiten Sommer sind die Vögel oft schon fast ganz ausgefärbt. Die Kappe kann aber noch von weißen Flecken im Bereich von Stirn, Zügel und Kinn durchsetzt sein.

## Stimme
Die stimmlichen Äußerungen der Präriemöwe klingen nasal und lachend. Sie sind höher und weniger durchdringend als die der Aztekenmöwe. Das Lautrepertoire ist sehr umfangreich. Der Hauptruf ist ein quiekendes pwäii. Das Jauchzen (long call) unterscheidet sich von dem der meisten Möwen. Es beginnt mit einem kah, setzt sich in einer schneller werdenden Rufreihe aus langgezogenen pwäii-Lauten fort, der oft eine Reihe kurzer Laute folgt und wird mit einem Ruf, bei dem der Kopf in den Nacken geworfen wird, abgeschlossen. Als Stimmfühlungsruf ist ein weiches, tiefes und gluckendes krruk zu vernehmen – besonders in nahrungssuchenden Trupps.

## Verbreitung
Das Brutgebiet der monotypischen Präriemöwe liegt im Nordteil der nordamerikanischen Präriezone. Es erstreckt sich im Bereich der Prairie Pothole Region vom östlichen Alberta durch das mittlere Saskatchewan und das südwestliche Manitoba südwärts nach Montana, North und South Dakota sowie Minnesota. Zerstreute Vorkommen gibt es darüber hinaus westwärts bis ins mittlere Oregon, südwärts bis Utah und ostwärts etwa bis ins nordwestliche Iowa. Einzelne Brutnachweise liegen auch aus anderen Staaten vor, beispielsweise aus Colorado, Kansas und Kalifornien. Ein Vorkommen in British Columbia konnte nicht bestätigt werden. Aus Alaska gibt es Brutzeitbeobachtungen.

## Wanderungen
Die Präriemöwe ist ein Langstreckenzieher, der vorwiegend südlich des Äquators entlang der südamerikanischen Pazifikküste überwintert. Neben der Schwalbenmöwe ist sie die Möwenart mit den längsten Zugwegen. Die Hauptüberwinterungsgebiete liegen zwischen dem mittleren Peru und dem mittleren Chile. Kleinere Bestände verbleiben in Kalifornien, am Golf von Mexiko, in Mittelamerika oder auf den Galapagos-Inseln. Einige Vögel ziehen auch weiter südlich bis zur Magellanstraße.
Die Kolonien werden in der zweiten Julihälfte geräumt, worauf Dismigrationen in alle Richtungen folgen, die sich aber auf das Gebiet der Präriezone beschränken. Der Herbstzug beginnt im September und Anfang Oktober, wenn sich größere Schwärme formen und in Richtung Süden ziehen. Der Frühjahrszug erfolgt zwischen Anfang März und Ende Mai, die meisten Vögel kehren Ende April und Anfang Mai in die Brutgebiete zurück.

## Lebensraum
Die Präriemöwe brütet an flachen Seen mit Verlandungsvegetation und in eutrophen, bis zu 1 m hoch überfluteten Sümpfen, die in der nordamerikanischen Prärie liegen. Seltener ist sie in überfluteten Wiesen oder an seichten Stauseen zu finden. Das optimale Habitat bietet eine nicht zu dichte Vegetation aus Rohrkolben, Simsen oder Schilf, die von freien Wasserflächen variabler Größe durchsetzt ist.
Auf dem Zug ist die Art in einem breiten Spektrum von Feuchtlebensräumen zu finden. Hierzu gehören Binnen- und Küstengewässer, Überschwemmungsflächen oder Mündungslandschaften. Im Winterquartier lebt die Art vornehmlich im Litoral, ist aber auch bis zu 50 km weit im Binnenland zu finden. In den Anden taucht sie an bis zu 2500 m hoch gelegenen Seen auf und vergesellschaftet sich mit der Andenmöwe, üblicherweise bleibt sie aber an der Küste und ist dort gemeinsam mit Graumöwen und Simeonsmöwen zu finden.

## Ernährung

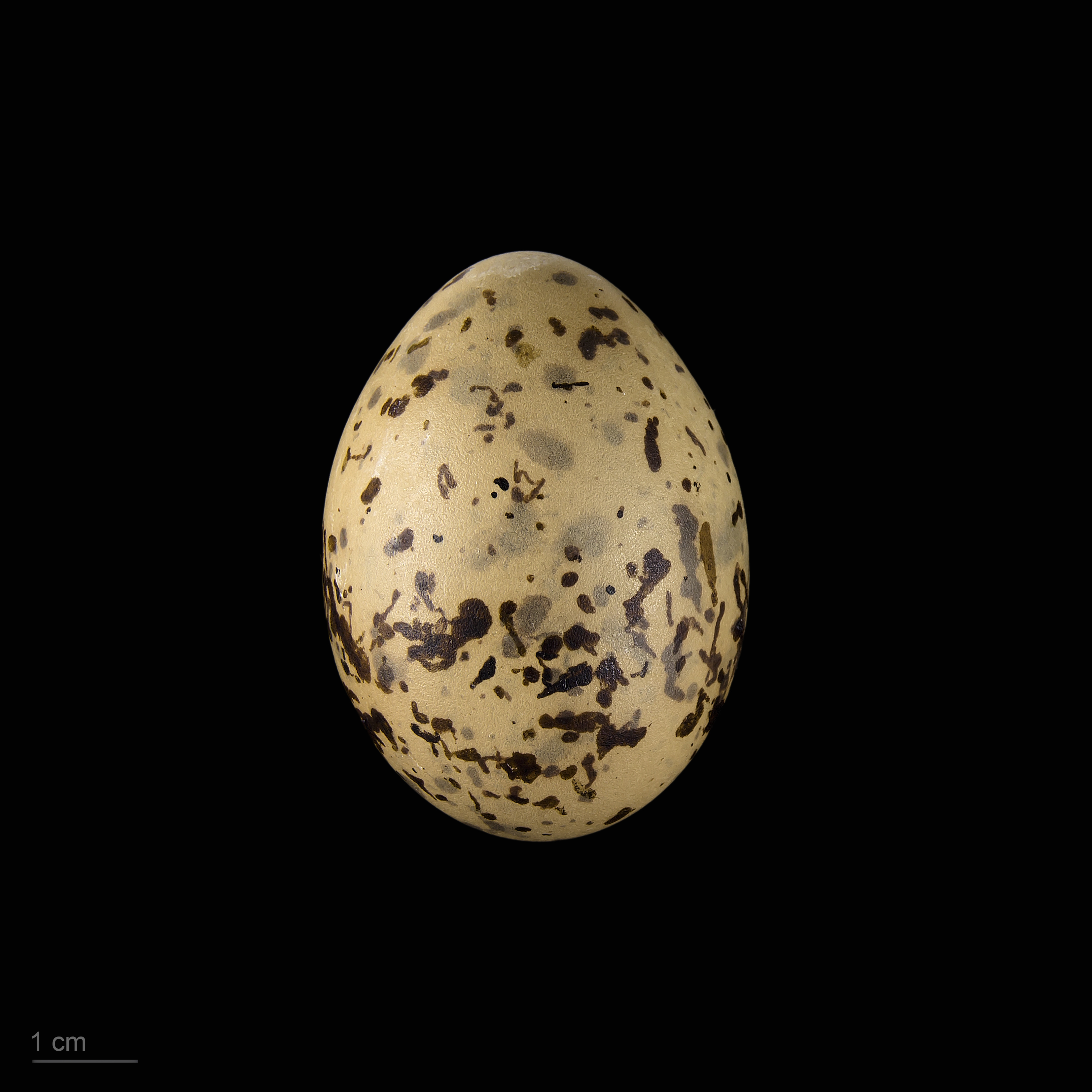
Leucophaeus pipixcan

Die Nahrung der Präriemöwe besteht aus Insekten und deren Larven sowie Regenwürmern. Hinzu kommen gelegentlich Sämereien und andere Pflanzenteile, Kleinsäuger, Fische und Fischabfälle, Krebstiere, Schnecken und andere Wirbellose. Die Nahrungsaufnahme erfolgt oft in Schwärmen. In den Brutgebieten werden häufig Insekten in Flugjagd über Sümpfen oder Regenwürmer in der umliegenden Agrarlandschaft erbeutet, indem die Möwen pflügenden Landmaschinen folgen. In den Überwinterungsquartieren spielen Fische und marine Arthropoden eine Rolle.
Bei Untersuchungen im Agassiz National Wildlife Refuge in Minnesota suchten die Möwen nach der Ankunft aus den Winterquartieren auf schneefreien Ackerflächen nach Sämereien, Würmern oder Insekten. Im späten April nach der Eisschmelze in den Sümpfen wurde verstärkt Jagd auf fliegende Insekten gemacht; zeitweise befand sich die ganze Kolonie auf Flugjagd über den Röhricht- und Wasserflächen. Zwischen Anfang Mai und Anfang Juli folgten die Vögel meist den Treckern beim Pflügen; zum Teil wurden auch Massenvorkommen von Zuckmücken in den Sümpfen genutzt.

## Fortpflanzung
Die Präriemöwe brütet in Kolonien, deren Größe meist einige hundert, manchmal auch weit über 10.000 Brutpaare umfassen kann. Die Bruten erfolgen sehr synchron, so dass Eiablage und Schlüpfen jeweils innerhalb einer Zeitspanne von 21 Tagen erfolgen.
Die Ankunft an den Brutorten liegt zwischen Ende April und Mitte Mai, die Paarbildung erfolgt meist kurz vorher. Die Art ist monogam, über die Dauer einer Ehe ist jedoch nichts bekannt. Innerhalb von kurzer Zeit nach der Ankunft werden Reviere besetzt.
Der Standort einer Kolonie an einem Gewässer kann von Jahr zu Jahr wechseln. Er ist von Wasserständen, Dichte und Verteilungsmuster der Vegetation abhängig. Als Neststandort werden Stellen bevorzugt, die nah an offenen Wasserflächen liegen und dennoch genug Platz für Nestbau und die Balz bieten.
Die Nester werden immer auf dem Wasser errichtet. Sie stehen auf selbst errichteten Plattformen, auf Bisamburgen oder auf Schichten aus schwimmenden Pflanzenteilen. Sie bestehen aus einer relativ flachen Plattform, einer Rampe, die ins Wasser führt und einem Napf, der während der Brutzeit langsam anwächst, denn da das Nest langsam ins Wasser sinkt wird es fortwährend erweitert. Vor der Eiablage maßen Nester im Agassiz National Wildlife Refuge durchschnittlich 43 cm im Durchmesser, zu Anfang der Brutzeit etwa um die 80 cm. Etwa 14 cm ragten aus dem Wasser, 11 lagen unter der Oberfläche. Kurz vor dem Schlüpfen hatten die Nester durchschnittlich einen Durchmesser von 102 cm, 20–40 cm lagen über und ebenso viel unter der Wasseroberfläche. Andernorts wurden aber auch insgesamt kleinere Nester beschrieben. Das Nistmaterial wird aus der näheren Umgebung herbeigeholt, oft wird Material von anderen Brutpaaren gestohlen. Unbewachte Nester sind innerhalb von 2–3 Stunden völlig abgetragen.
Am Nestbau beteiligen sich beide Geschlechter. Hat ein Männchen nach über einer Woche keine Partnerin gefunden, kann es allein mit dem Bau einer Nestplattform beginnen, stellt das Nest aber nicht fertig, bevor ein Weibchen gefunden ist.
Die Eiablage erfolgt etwa eine Woche nach Baubeginn des Nestes. Das Gelege besteht aus 2–4, meist aber 3 und nur sehr selten 4 Eiern. Diese sind glatt, oval bis rundoval und auf cremefarbenem, gelblich, grünlich oder mittel- bis dunkelbraunem Grund schwärzlich gesprenkelt. Die Abmessungen betragen etwa 52 × 37 mm. Die Eier werden Tag und Nacht, abwechselnd von beiden Partnern bebrütet. Die Brutdauer liegt zwischen 23 und 26 Tagen.
Die Jungen werden von beiden Eltern etwa 35 Tage lang gefüttert. 8–10 Tage nach dem Flüggewerden der Jungen bleiben die Familien noch zusammen. Nach etwa zwei Wochen verlassen die Vögel die Kolonie.

## Bestandsentwicklung
Der Gesamtbestand der Präriemöwe wird auf 470.000–1.500.000 adulte Vögel geschätzt. Mittelwerte aus den Jahren vor 1994 deuten auf einen Bestand von mindestens 278.000 Brutpaaren hin. Die besten Erfassungsdaten stammen aus den Jahren 1994 und 1995, als etwa 400.000 Brutpaare festgestellt werden konnten, was möglicherweise auf einen leichten Bestandsanstieg hindeutet. In den USA wurden zwischen 2005 und 2007 100.000 Brutpaare ermittelt, in Kanada waren es 2007 etwa 500.000 Brutpaare in 36 Kolonien. Fünf davon hatten mehr als 50.000 Brutpaare, die größte lag am Whitewater Lake in Manitoba, wo 92.000 Paare brüteten.
Quellen aus der ersten Hälfte des 19. Jahrhunderts beschreiben die Präriemöwe als häufigen Brutvogel. Im späten 19. Jahrhundert schien die Art hingegen selten zu sein. Zwischen 1915 und 1925 wurde sie dann wieder häufiger. In den 1930er Jahren, zu Zeiten des „Dust Bowl“, war die Art dann durch Habitatzerstörung aufgrund von großen Entwässerungsprojekten bedroht.
Über den heutigen Bestandstrend herrscht teils Uneinigkeit. Von einigen Autoren wird ein bis zu 90%iger Bestandsrückgang in den 1990er Jahren angenommen. Dies basiert aber zum Teil nur auf der Hochrechnung von lokalen Beobachtungen, während anderenorts Zunahmen zu verzeichnen waren oder überhaupt Daten fehlen.
Da die Art nicht selten aufgrund von wechselnden Wasserständen von einem Jahr auf das andere komplette Kolonien aufgibt, bedeutende Umsiedelungen stattfinden und die Vögel zudem häufig in entlegenen Sumpfgebieten brüten, sind die Brutbestände schwer zu erfassen. Von Breeding Bird Surveys, den großflächigen, staatlich organisierten Brutvogelerfassungsprogrammen, sind kaum brauchbare Daten zu erhalten. Brutzeitbeobachtungen im Rahmen dieser Untersuchungen könnten oft eher auf umherstreichende Vögel ohne Bruterfolg hindeuten, als auf tatsächliche Brutvorkommen.
Dennoch ist ein Rückgang in mehreren Staaten – vornehmlich aufgrund von Witterungsbedingungen und mangelnden Bruterfolgen – seit 1995 nicht unwahrscheinlich.
Gefährdungsursachen sind bei der Präriemöwe neben Witterungsbedingungen und wechselnden Wasserständen vor allem Störungen durch menschliche Aktivitäten am Brutplatz. Zu Beginn der Brutzeit können sie zur Aufgabe von ganzen Kolonien führen. In den Überwinterungsquartieren kann das Wetterphänomen El Niño zu Nahrungsknappheit führen.

## Systematik
Das erste Exemplar dieser Art wurde von John Richardson auf der ersten Franklin-Expedition 1823, vermutlich am Saskatchewan River gesammelt. Von Joseph Sabine wurde der Vogel beschrieben und als bemerkenswert befunden, jedoch fälschlicherweise zu Larus atricilla gestellt. Nach der zweiten Franklin-Expedition 1830 nannte Richardson die Art Larus franklinii, welcher Name über ein Jahrhundert lang Bestand hatte. Richardson publizierte die Beschreibung jedoch erst 1832, so dass Johann Georg Waglers Erstbeschreibung eines in Mexiko gesammelten Vogel von 1831 als Larus pipixcan Priorität hat.
Nach einer Neuordnung der Möwen (Laridae) aufgrund von genetischen Befunden nach 2005 wird die Art heute zusammen mit vier anderen neuweltlichen Arten in die Gattung Leucophaeus gestellt.